# Mayfair
Mayfair is een wijk in het Londense bestuurlijke gebied City of Westminster, in de regio Groot-Londen.
Het grootste deel van het gebied werd voor het eerst ontwikkeld, tussen het midden van de 17de eeuw en het midden van de 18e eeuw als een modieus residentiële wijk, door een aantal verhuurders. De belangrijkste van hen was de Grosvenor-familie, die later Hertog van Westminster werden.
Mayfair is in handen van de familie Grosvenor sinds 1677 en dankt haar naam aan de 15-daagse  "May Fair" .
Mayfair is in het noorden gedomineerd door drie grote pleinen: Grosvenor Square, Hanover Square en Berkeley Square. 

## Weetje
De musical My Fair Lady (1956) speelt zich af in deze wijk, en de titel is een toespeling op de naam van de wijk.

## Geboren
- Charles Rolls (1877-1910), automobiel- en luchtvaartpionier
- Ian Fleming (1908-1964), schrijver
- Elizabeth II van het Verenigd Koninkrijk (1926-2022), koningin